# تونجاي شانلي

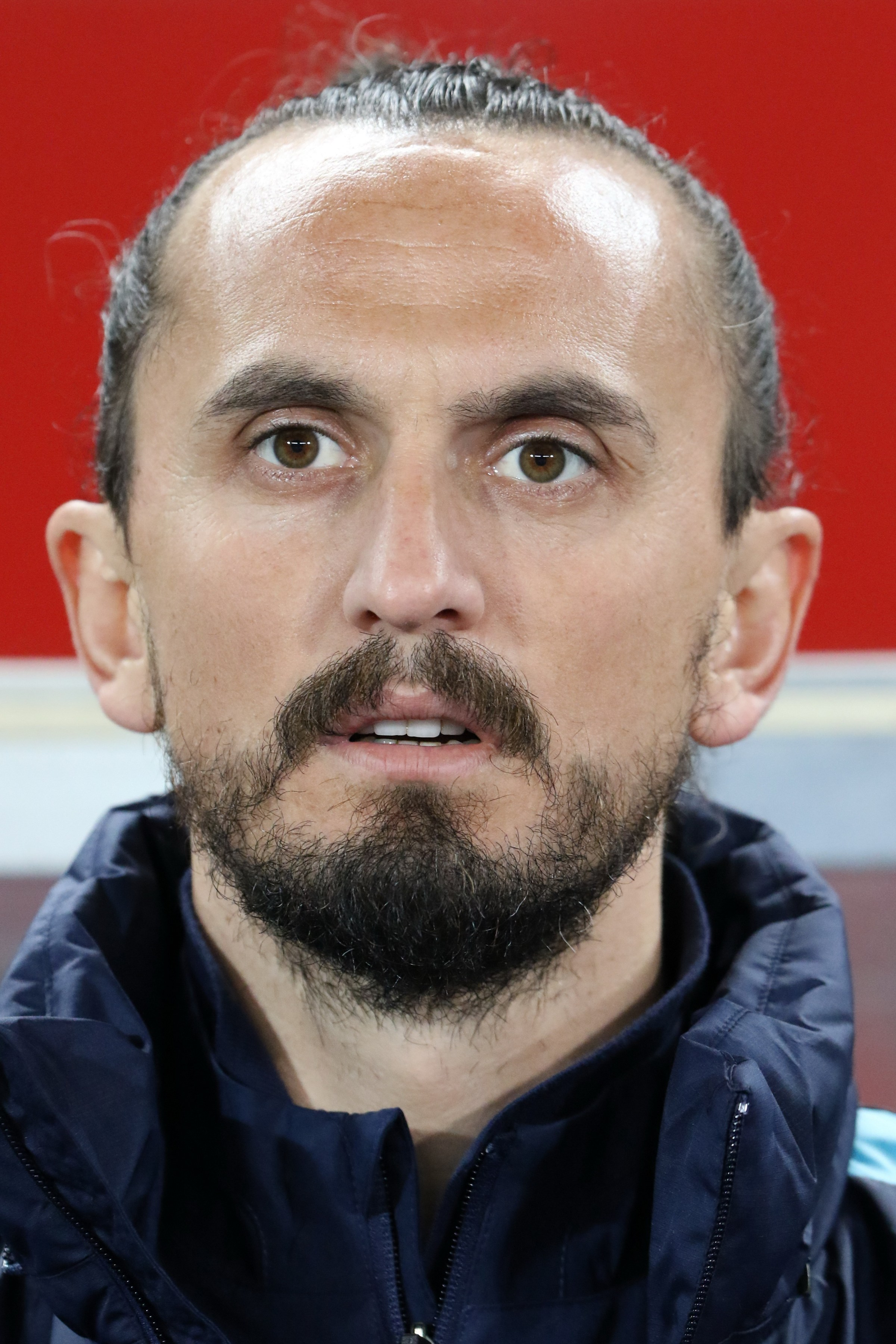
تونجاي شانلي

تونكاي شانلي (بالتركية: Tuncay Şanlı)‏، من مواليد 16 يناير 1982 في صقاريا في تركيا، لاعب كرة قدم تركي.
يلعب مع نادي ميدلزبره الإنجليزي منذ عام 2007.
ثم أنتقل عام 2009 إلي نادي ستوك سيتي، وفي عام 2011 انتقل إلى نادي فولفسبورغ الألماني الذي يلعبه حالياً
بدأ باللعب مع منتخب تركيا لكرة القدم في عام 2002.

## مسيرته الكروية
لعب تونجاي شانلي خلال مسيرته الاحترافية مع 9 أندية في ثمانية عشر موسمًا وسجل خلالها 127 هدف ضمن 429 مباراة. ولم يفز بأي موسم بالكأس وفاز في ثلاثة مواسم بالدوري.
خاض تونجاي شانلي مسيرته مع صقارية سبور ‏ في موسم 2000–01 ولمدة موسمين، مشاركًا في 66 مباراة سجل خلالها 32 هدفًا. ثم انتقل إلى نادي فنربخشة في موسم 2002–03 ليلعب معه خمسة مواسم، حيث شارك في 154 مباراة سجل خلالها 59 هدفًا. لينتقل بعدها إلى نادي ميدلزبره في موسم 2007–08 واستمر معه طيلة ثلاثة مواسم، مشاركًا في 70 مباراة سجل خلالها 17 هدفًا. ثم انتقل إلى نادي ستوك سيتي في موسم 2009–10 ولمدة موسمين، مشاركًا في 44 مباراة سجل خلالها 5 أهداف. هذا وانتقل لاحقًا إلى نادي فولفسبورغ في موسم 2010–11 لمدة موسم واحد، مشاركًا في 4 مباريات ولم يسجل أي هدف. ثم انتقل بعدها إلى نادي بولتون واندررز في موسم 2011–12 لمدة موسم واحد، مشاركًا في 16 مباراة ولم يسجل أي هدف أيضًا. ليعود وينتقل من جديد، لكن هذه المرة إلى نادي بورصة سبور في موسم 2012–13 ولمدة موسمين، مشاركًا في 39 مباراة سجل خلالها هدفًا واحدًا. لينتقل بعدها إلى نادي أم صلال في موسم 2014–15 لمدة موسم واحد، مشاركًا في 25 مباراة سجل خلالها 10 أهداف. ثم لعب في نادي مدينة بونه لكرة القدم ما بين عامي 2015 و2016 لمدة موسم واحد، مشاركًا في 11 مباراة سجل خلالها 3 أهداف.

## روابط خارجية
- تونجاي شانلي على موقع الاتحاد الدولي (مؤرشف)  (الإنجليزية)
- تونجاي شانلي على موقع الاتحاد الأوربي (الإنجليزية)
- تونجاي شانلي على موقع اتحاد تركيا (لاعب) (الإنجليزية)
- تونجاي شانلي على موقع اتحاد تركيا (مدرب) (الإنجليزية)
- تونجاي شانلي على موقع إي إس بي إن إف سي (الإنجليزية)
- تونجاي شانلي على موقع قاعدة بيانات كرة القدم.إي يو (الإنجليزية)
- تونجاي شانلي على موقع بيانات كرة القدم. دي إي (الألمانية)
- تونجاي شانلي على موقع ناشيونال فوتبول تيمز (الإنجليزية)
- تونجاي شانلي على موقع Soccerbase.com (لاعب) (الإنجليزية)
- تونجاي شانلي على موقع Soccerway.com (الإنجليزية)